# Roland Larij

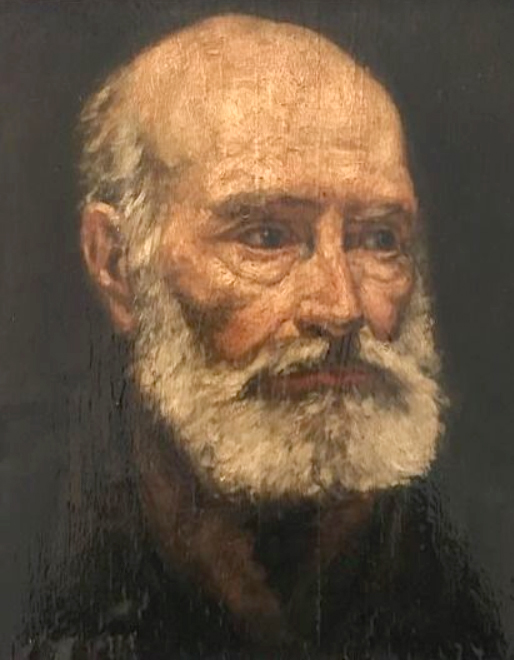
Alter bärtiger Mann

Roland Larij (* 22. Dezember 1855 in Dordrecht; † 23. Dezember 1932 ebenda) war ein niederländischer Landschafts- und Genremaler sowie Zeichner und Radierer.

## Leben und Wirken
Larij studierte ab 1874 an der Koninklijke Academie voor Schone Kunsten van Antwerpen bei Joseph van Lerius, Edgard Farasijn und Charles Verlat.
Larij wohnte und malte in Dordrecht, zeitweise in Brabant (bei Heeze) um 1894, 1896, im Sommer hauptsächlich in Heeze, Katwijk und Drenthe.
Er malte Porträts, Genreszenen, Landschaften und Stillleben, radierte auch und gab Zeichenunterricht. Er war Ehrenvorsitzender der Zeichengesellschaft  „Pictura“ in Dordrecht.
Larij unterrichtete Elias Boonen, Reinier Willem Kennedie, Bernardus Marie Koldeweij, Jan Larij, Johanna Catharina Maria Larij, Arie Martinus Luijt, Pieter van der Rest, Rinus Reus und Jan van Vuuren.
Von 1878 bis 1905 nahm er an Ausstellungen in Amsterdam, Arnheim und Rotterdam teil.